# Columba Schonath
Maria Columba Schonath, O.P. (11. prosince 1730 Bamberk – 3. března 1787 Bamberk) byla německá řeholnice, dominikánka a mystička.

## Život
Narodila se 11. prosince 1730 v Burgellernu (Bamberk) jako dcera mlynáře Johanna Georga Schonath a Kathariny Schonath. Pokřtěna byla v Scheßlitzu. V devíti letech nastoupila do školy. Od dětství byla velmi zbožná.
Dne 27. května 1753 vstoupila do noviciátu sester dominikánek kláštera Heilig Grab v Bamberku. Zde přijala řeholní jméno Maria Columba na počest blahoslavené Kolumby z Rieti. Řeholní sliby složila 27. září následujícího roku. O rok později začala trpět nevysvětlitelnými nemocemi. Často ležela upoutána na lůžko. Jedinou útěchou, kterou během svého utrpení mohla získat, bylo rozjímání o Umučení Kristově pohledem na starý krucifix. Roku 1763 údajně obdržela stigmata a měla mystické vize.
Zemřela 3. března 1787. Pohřbena byla v klášteře. Roku 1803 byly ostatky přeneseny na městský hřbitov a roku 1926 byly navráceny do kláštera.

## Proces svatořečení
Proces byl zahájen 15. května 1999 v bamberské arcidiecézi.